# Герб Новоозерного
Герб Новоозерного — офіційний символ селища Новоозерне (Євпаторійської міської ради АРК), затверджений рішенням Новоозернівської селищної ради від 25 грудня 2009 року.

## Опис герба
Щит скошений зліва; у верхньому зеленому полі срібні лопаті трьох вітрогенераторів, що зменшуються ліворуч, у нижньому синьому — чорний якір у срібній облямівці.

## Зміст символів
Якір у синьому полі вказує, що селище виникло як військово-морська база. Лопаті вітрогенераторів уособлюють Донузлавську вітроелектростанцію.

## Недоліки герба
Герб селища виник давніше і мав зображення чорного якоря. У тексті прийнятого селищною радою рішення від 25 грудня 2009 року забарвлення якоря вказане також як «чорний у срібній облямівці», а на доданих малюнках увесь якір виконаний сріблом. Остаточний вигляд символів планувалося затвердити після громадського обговорення. Оскільки якоїсь активної дискусії не було, то нового рішення так і не прийняли, залишивши невідповідність між описом і малюнком герба. 